# Maja Bošković-Stulli
Maja Bošković-Stulli (Osijek, 9. studenog 1922. – Zagreb, 14. kolovoza 2012.), hrvatska akademkinja.

## Životopis
Rođena u hrvatsko-židovskoj obitelji, Bošković-Stulli izgubila je mnogo članova obitelji tijekom holokausta. Među inima oca Dragutina, majku Ivanku i sestru Magdu. Bila je redovita je članica Hrvatske akademije znanosti i umjetnosti.
Dugogodišnja je članica i autorica Matice hrvatske. Stvorila je ključni znanstveni opus unutar hrvatske etnologije. Najcjenjenija je proučavateljica i poznavateljica hrvatske usmene književnosti.
Objavila je i priredila mnoštvo folklorističkih, etnoloških i književno-povijesnih monografija u izdanju Matice hrvatske i njena nakladnog zavoda:
- Narodne pripovijetke, 1963.
- Narodne epske pjesme 2, 1964.
- Usmeno pjesništvo u obzorju književnosti, 1984.
- Židovi u Dubrovniku Bernarda Stullija 1989.
- Pjesme, priče, fantastika, 1991.
- Usmene pripovijetke i predaje, 1997.
- Priča i pričanje. Stoljeća usmene hrvatske proze, 2006. (2. izd.)
- Priče iz moje davnine, knjiga memoarskih zapisa, 2007.

## Vanjske poveznice
- Matica hrvatska  Arhivirana inačica izvorne stranice od 10. srpnja 2007. (Wayback Machine) Maja Bošković-Stulli